# Karolina Kózka
Bl. Karolina Kózka (2. kolovoza 1898. – 18. studenog 1914.), poljska katolička blaženica ubijena tijekom Prvog svjetskog rata.

## Životopis

### Rođenje i djetinjstvo
Karolina Kózka rođena je 2. kolovoza 1898. u selu Wał-ruda nedaleko Radłowa (biskupija i okrug Tarnów, Malopoljsko vojvodstvo). Rođena je kao četvrta od jedanaestero djece u siromašnoj seljačkoj obitelji Jana Kózke i Marije Borzęcke. Iz njihove male drvene kuće često su se čule molitva i pjesma, zbog čega su je prijatelji, susjedi i rođaci od milja nazivali "crkvica".

### Dobrotvorno djelovanje
Karolina je 1912. završila osmogodišnju narodnu školu, nakon čega je svom ujaku Franciszeku počela pomagati u seoskoj knjižnici, vrtiću i kulturnom središtu. Ujak je imao velik utjecaj na Karolinin duhovni život. Karolina je bila draga, ljupka, vedra i pobožna djevojčica, sudjelovala je u mnogim župnim aktivnostima, svakodnevno molila krunicu i čitala biblijske odlomke djeci u susjedstvu. Redovito je obilazila starce i bolesnike.

### Mučeništvo i smrt
Početkom Prvog svjetskog rata Rusi su okupirali dijelove Poljske te su se širile priče o njihovim provalama u kuće, pljačkanjima i silovanjima. Jedan je ruski vojnik 18. studenog 1914. upao u kuću obitelji Kózka te je oružjem istjerao iz kuće Karolinu i njezina oca, tvrdeći da mu je naređeno odvesti ih zapovjedniku. Kad su stigli na rub šume, ocu je rekao da se udalji, a Karolinu je zaustavio i prisilio da uđe s njim u šumu.
Karolina je počela bježati u dubinu šume te je pritom izgubila jaknu i cipele. Stigavši do nje, bezbožni vojnik ju je nemilosrdno napao i pokušao joj s glave strgnuti rubac (znak djevičanstva i čistoće), a ona se hrabro branila i žestoko opirala. Vojnik ju je u naletu bijesa pretukao sabljom. Kad je ranjena djevojka skočila u baru, zlotvor ju je ostavio i udaljio se, a ona je uskoro iskrvarila. 
Mještani su njezino neraspadnuto tijelo pronašli tek 4. prosinca, nakon 16 dana. Na njezinom sprovodu okupilo se veliko mnoštvo (prema iskazima svjedoka oko 3.000 ljudi). Pokopana je u župnoj crkvi Presvetog trojstva u Zabati, kojoj pripada njezino rodno selo. Papa Ivan Pavao II. beatificirao ju je 10. lipnja 1987. u Tarnówu. Zaštitnica je poljske katoličke mladeži, poljskog pokreta Čistog srca, poljskih seljaka, Rzeszowske biskupije te mnogih gradova, župa i crkava diljem Poljske.